# Henri-Charles-Alfred Roux
Henri-Charles-Alfred Roux, francoski general, * 1884, † 1967.